# Dose letal mediana
Em toxicologia, dose letal mediana (DL50 ou LD50, do inglês lethal dose) é a dose necessária de uma dada substância ou tipo de radiação para matar 50% de uma população em teste (normalmente medida em miligramas de substância por quilograma de massa corporal dos indivíduos testados) ou miligramas de substância por grama de massa corporal dos indivíduos testados). A sua determinação é feita expondo cobaias a diferentes doses da substância a ser testada por um determinado período de tempo até se determinar aquela que mata apenas metade da população testada. O LD50 é frequentemente usado como um indicador da toxicidade aguda de uma substância; quanto maior a dose que será letal, menos tóxica é considerada. O teste foi criado por J.W. Trevan em 1927, mas está a ser preterido em algumas jurisdições em detrimento de testes como o procedimento de dose fixa; no entanto, o conceito e o cálculo da LD50 para efeitos de comparação ainda são largamente utilizados, apesar de ser considerado fraco como uma medida útil de toxicidade.

## Direitos animais
Grupos de defesa dos direitos animais, como a Animal Rights International, tem feito campanha contra testes em animais para determinar o LD50, principalmente porque algumas destas substâncias testadas fazem os animais sofrerem mortes lentas e dolorosas. Vários países, inclusive o Reino Unido, estão tentando banir o LD50 oral, e a Organização para a Cooperação e Desenvolvimento Económico aboliu a obrigatoriedade para o teste oral em 2001 (ver Test Guideline 401, Trends in Pharmacological Sciences Vol 22, February 22, 2001).

## Tabelas de LD50
Parâmetros na classificação de toxicidade da União Europeia
| Categoria    | LD50 para ratazanas (mg/kg massa corporal) |
| ------------ | ------------------------------------------ |
| Muito tóxico | menor que 25                               |
| Tóxico       | de 25 a 200                                |
| Nocivo       | de 200 a 2000                              |

Valor da LD50 de algumas substâncias
| Substância química                                                                 | LD50 para ratazanas, via oral (mg/kg massa corporal) |
| ---------------------------------------------------------------------------------- | ---------------------------------------------------- |
| Sacarose (açúcar de mesa)                                                          | 29700                                                |
| Ácido ascórbico (vitamina C)                                                       | 11900                                                |
| Etanol (álcool etílico)                                                            | 7060                                                 |
| Cloreto de sódio (sal de mesa)                                                     | 3000                                                 |
| Paracetamol (princípio ativo de diversos medicamentos analgésicos e antipiréticos) | 1944                                                 |
| THC (princípio ativo da marijuana)                                                 | 1270                                                 |
| Arsénico                                                                           | 763                                                  |
| Cumarina                                                                           | 293                                                  |
| Ácido acetilsalicílico (princípio ativo da Aspirina)                               | 200                                                  |
| Cafeína (princípio ativo do café)                                                  | 192                                                  |
| Nicotina (princípio ativo do tabaco)                                               | 50                                                   |
| Estricnina                                                                         | 16                                                   |
| Fósforo branco                                                                     | 3,03                                                 |
| Aflatoxina B1 (micotoxina produzida por espécies do fungo Aspergillus)             | 0,48                                                 |
| TCDD (dioxina de Seveso)                                                           | 0,02                                                 |

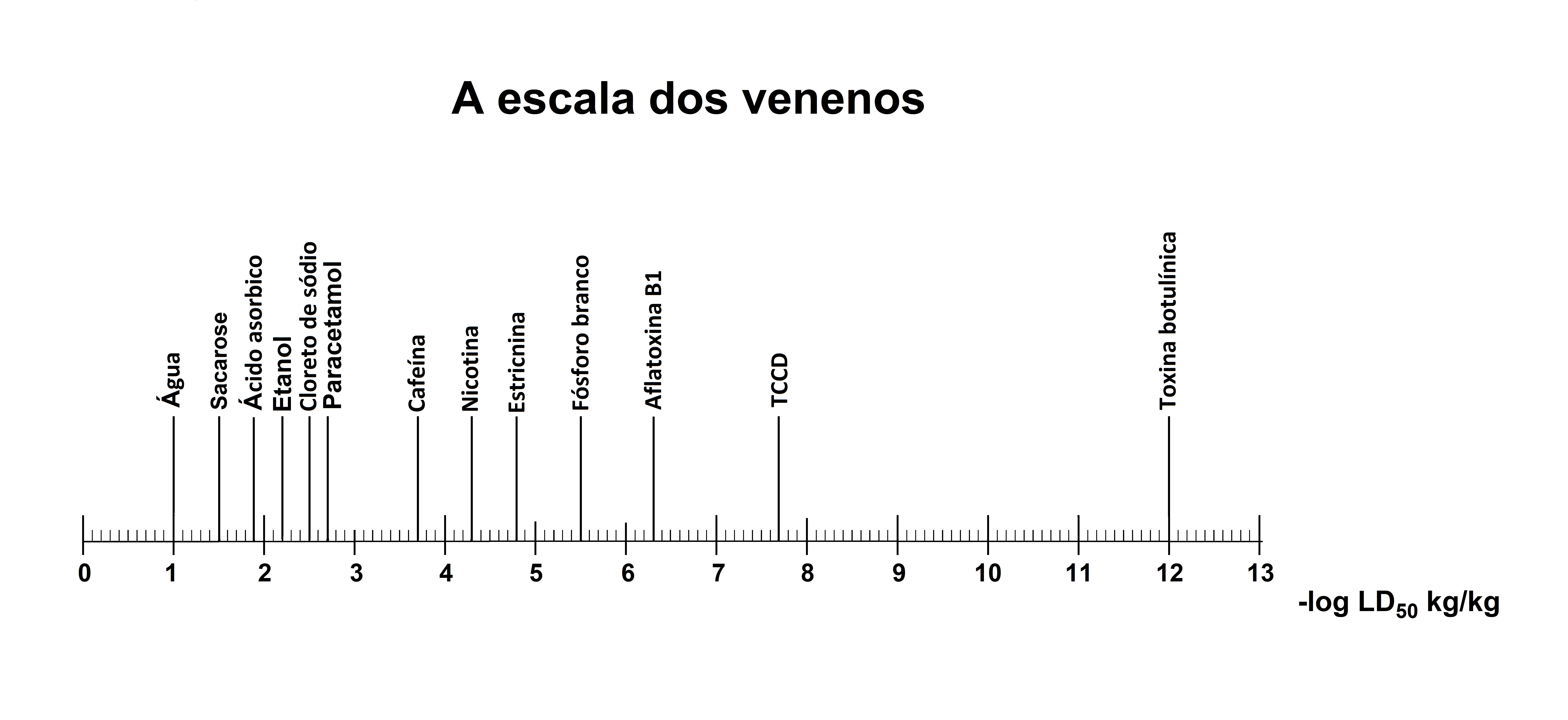
A escala dos venenos

Pode-se construir uma escala logarítmica de toxicidade atribuindo-se um valor adimensional, calculado como −log10(LD50), para cada substância. Isso porque a amplitude dos valores de LD50 observados é muito elevada, podendo variar em mais de dez ordens de grandeza — como é o caso da água e da toxina botulínica, que apresentam, respectivamente, LD50 de cerca de 90 g/kg e 0.000000001 g/kg (ou 1 ng/kg).
Este procedimento é comparável com outras escalas que abrangem muitas casas decimais, a serem mencionados o pH para a concentração do íon H+ na solução, a escala de Richter para terremotos ou o comprimento de ondas da radiação eletromagnética.